# Familii nobiliare din Scaunul Rupea

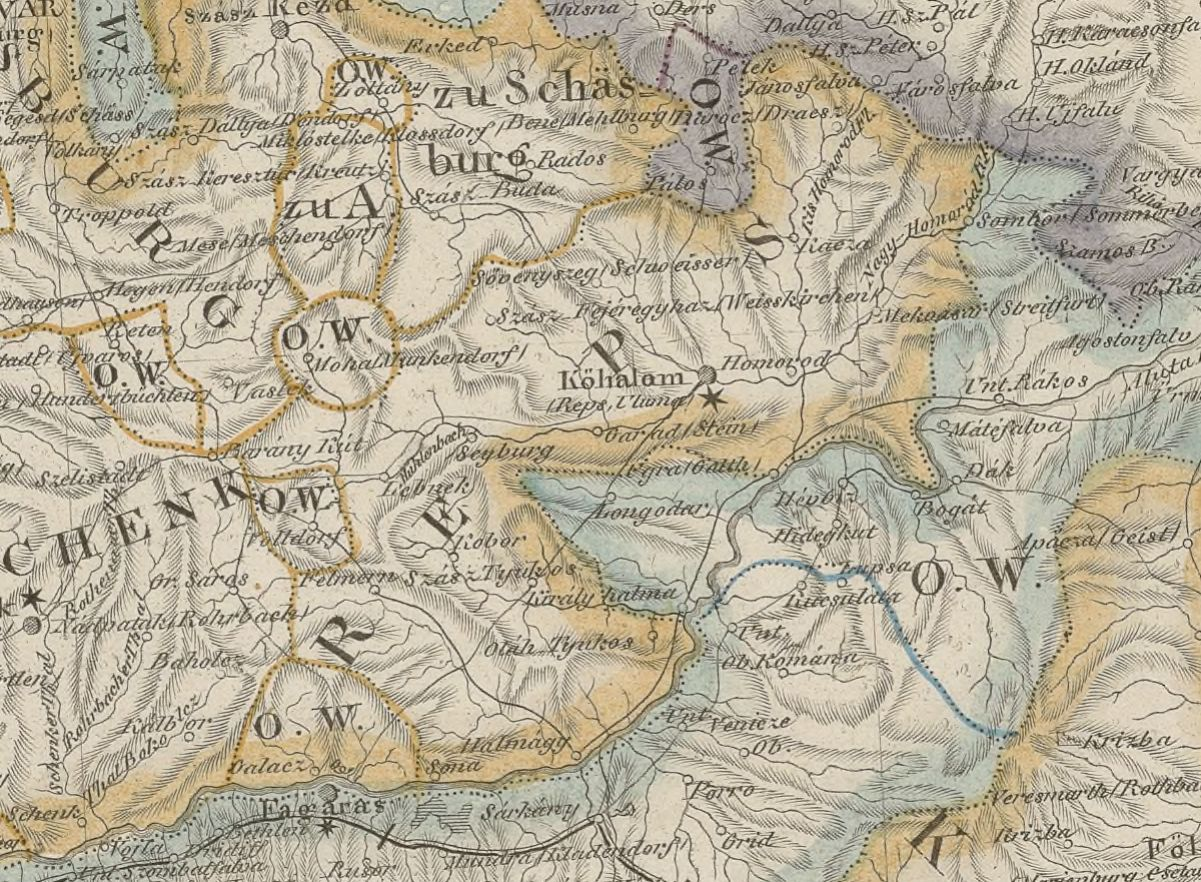
Carte générale des postes du royaume de Hongrie, y compris la Transylvanie, l'Esclavonie, la Croatie... / réduite d'après la grande carte de Lipszky ; par E. de Zuccheri (1843), detaliu Scaunul Rupea

Familii nobiliare din Scaunul Rupea, în ordine alfabetică:
- Familia Demeter de Kobor, din Cobor (ger. Kiwern), sec. XVI-XVII
- Familia Maylath din Rupea (ger. Reps), sec. XVII, ramură a familiei boierești Mailat din Țara Făgărașului
- Familia Pildner von Steinburg, din Rupea, sec. XVIII[1]
- Familia Soterius von Sachsenheim, din Dacia (ger. Stein)
- Familia Ursu din Cața (ger. Katzen), sec. XVIII-XX, ramură a familiei boierești Ursu din Țara Făgărașului